# Suzuki
Suzuki スズキ株式会社 é uma empresa japonesa de renome internacional e isso deve-se ao sucesso dos seus modelos nos mais diversos mercados, por ser fabricante de automóveis e motocicletas.

## História
A história da Suzuki começa em 1909 em uma pequena vila no litoral japonês. Foi lá que Michio Suzuki (鈴, Suzuki Michio 1887 – 1982) fundou a Suzuki Loom Works (Trabalho de tecelagem Suzuki), uma empresa que fabricava enormes tecelagem para a indústria da seda. A Suzuki surgiu em 1955, com o lançamento do carro Suzulight, mas antes já se dedicava na fabricação de motos. Entre 1937 e 1939 chegou a ter um projeto para construção em massa de pequenos carros, mas que foi abandonado devido ao eclodir da Segunda Guerra Mundial.
O maior desenvolvimento da marca deu-se na década de 1970, com o lançamento das diferentes versões dos modelos Fronte e principalmente do pequeno jipe Jimny, que passaram a ser exportados para todo o mundo.
Em 1981, a Suzuki fez um acordo com a General Motors, dos EUA, para ter capacidade para enfrentar a crescente procura de pequenos carros. Assim, com a ajuda da Isuzu, lançou no mercado norte-americano o Chevrolet Sprint, que no Japão se chamava Suzuki Cultus.
Dois anos mais tarde os modelos da marca japonesa passaram a ser comercializados nos Estados Unidos sob a designação "Geo", mas o nome voltou a ser Suzuki em 1985, quando surgiu o Samurai. Trata-se de um todo-o-terreno de preço acessível que revolucionou o mercado dos carros de tração integral. Esse modelo foi comercializado no Brasil até 1998.
A Suzuki passou a ser uma marca de sucesso no mercado norte-americano, depois de toda a reputação que já tinha no Japão na construção de pequenos carros. A marca alargou a sua gama em 1988 com o Swift GT, a que se seguiu em 1995 uma versão carrinho e posteriormente um utilitário económico, que fez grande sucesso. Os carros da Suzuki apresentam grande grau de confiabilidade.
A Europa foi também conquistada pela Suzuki através de modelos como os jipes Vitara e Jimny, assim como pelos ligeiros de passageiros Ignis, Liana e Wagon. Em Portugal a Suzuki chegou no início da década de 1980, conquistando uma posição importante no mercado. A Suzuki passou a vender quase dois milhões de automóveis por ano em todo o mundo, empregando cerca de 15 mil trabalhadores.

## Veículos

### Automóveis

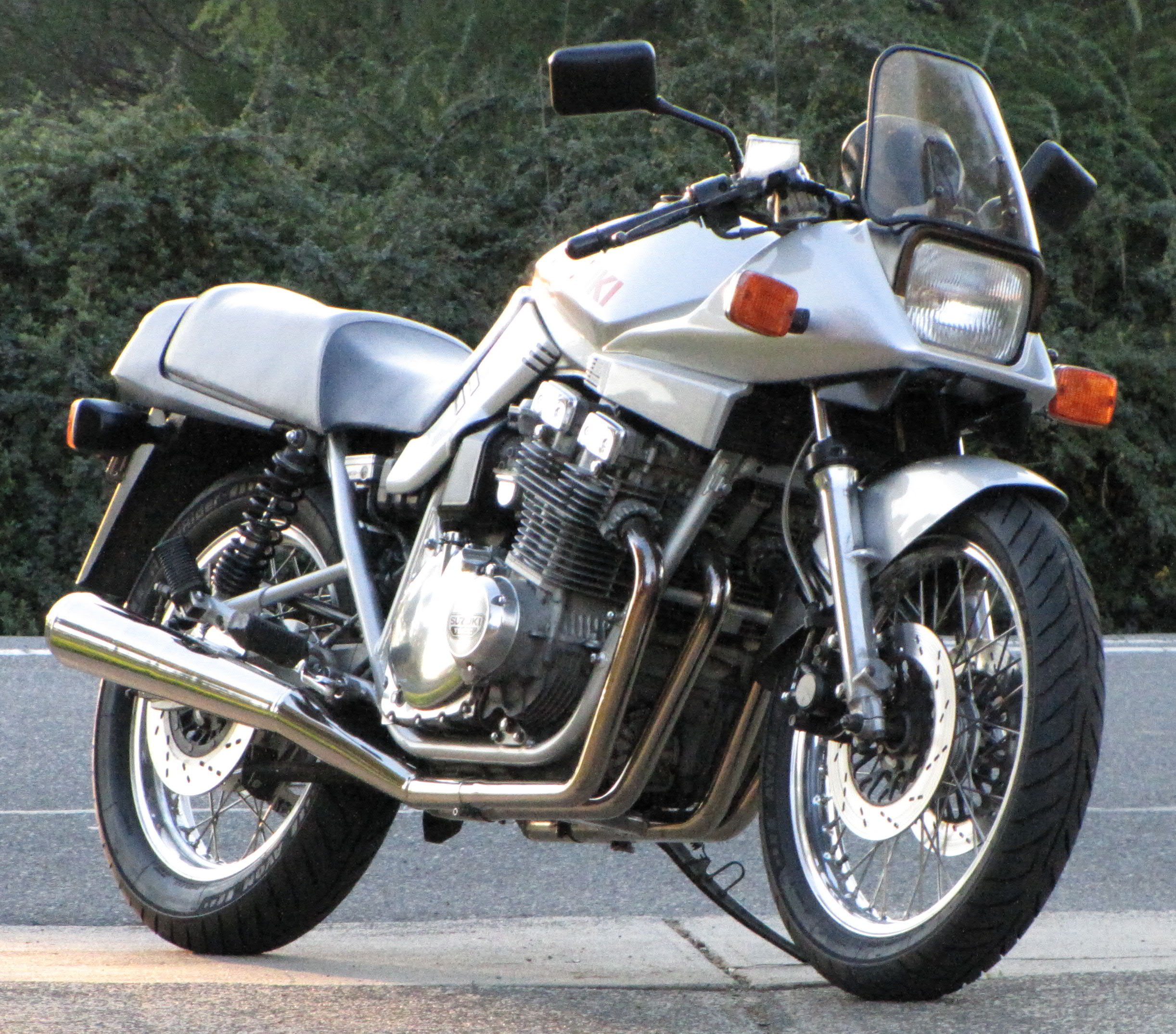
Katana 1100

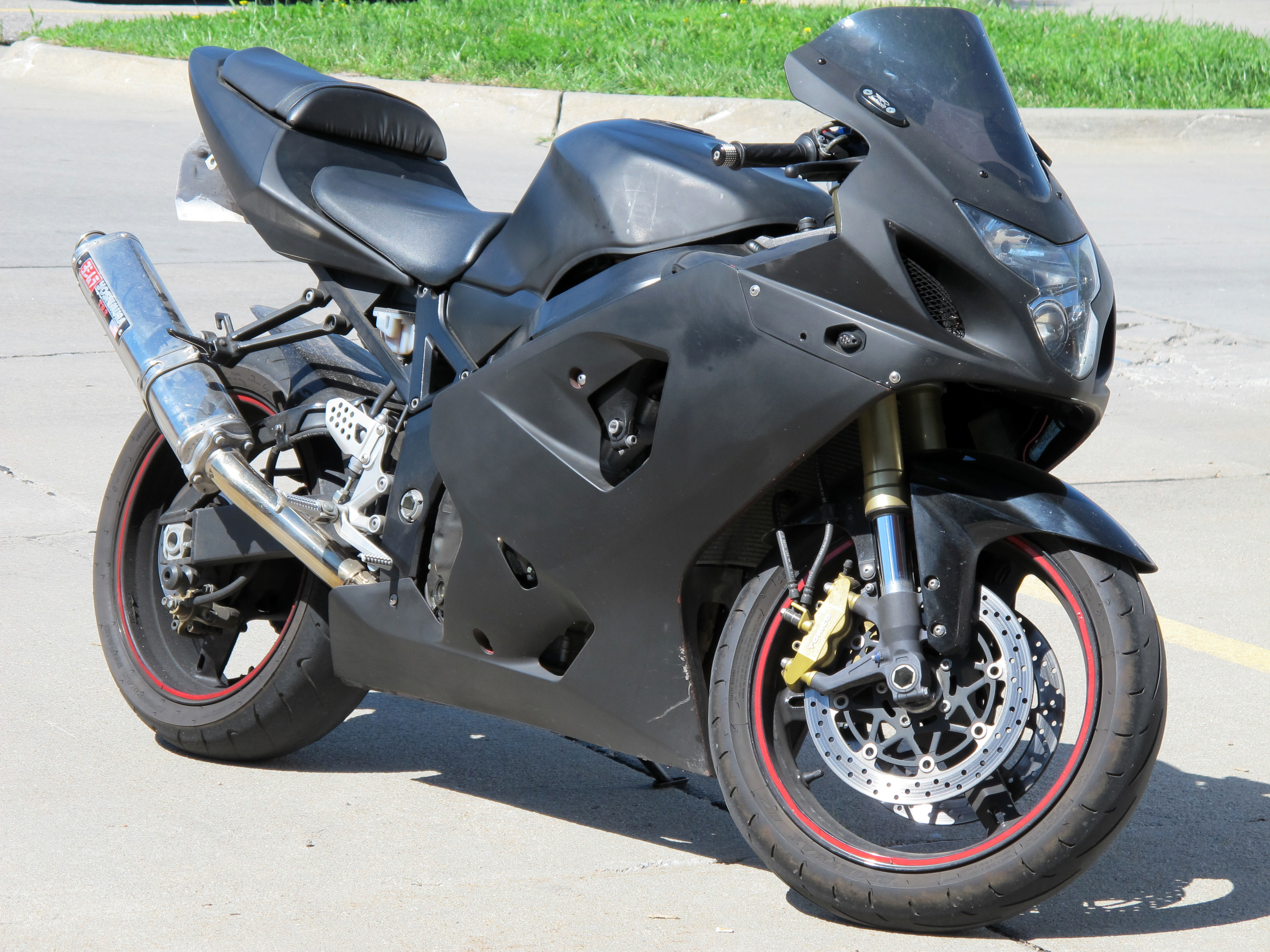
GSX-R 750

- Fun
- Escudo Pikes Peak
- Aerio/Liana
- Alto
- Vitara
- Sidekick
- Samurai
- APV/Carry
- Grand Vitara
- Ignis
- Jimny
- Kei
- Lapin
- MR Wagon
- Swift
- SX4
- Wagon R+
- XL-7
- Verona
- Forenza
- Reno
- Suzuki Celerio
- S-cross

### Motocicletas
- Katana 1100 (naked)[2]
- Freewind 650 (Big-Trail).[3]
- GSX-R 750 - primeira com SRAD (sigla de Suzuki Ram Air Direct) que consiste num sistema de indução à caixa de ar forçando aumento de pressão conforme o vento frontal aumenta.[4] Tem motor de 749 cc3, 4 cilindros em linha, 4 tempos, DOHC.[5]
- Suzuki GT250 (Hustler)[6]

### Scooters
- AN 125 Burgman: Vendida no Brasil
- UH 200 Burgman: Sem previsão de lançamento no Brasil
- AN 250 Burgman: Fabricada apenas no Japão
- AN 400 Burgman: Vendida no Brasil
- AN 400S Burgman: Modelo Esportivo
- AN 650 Burgman
- AN 650 Burgman Executive: Vendida no Brasil

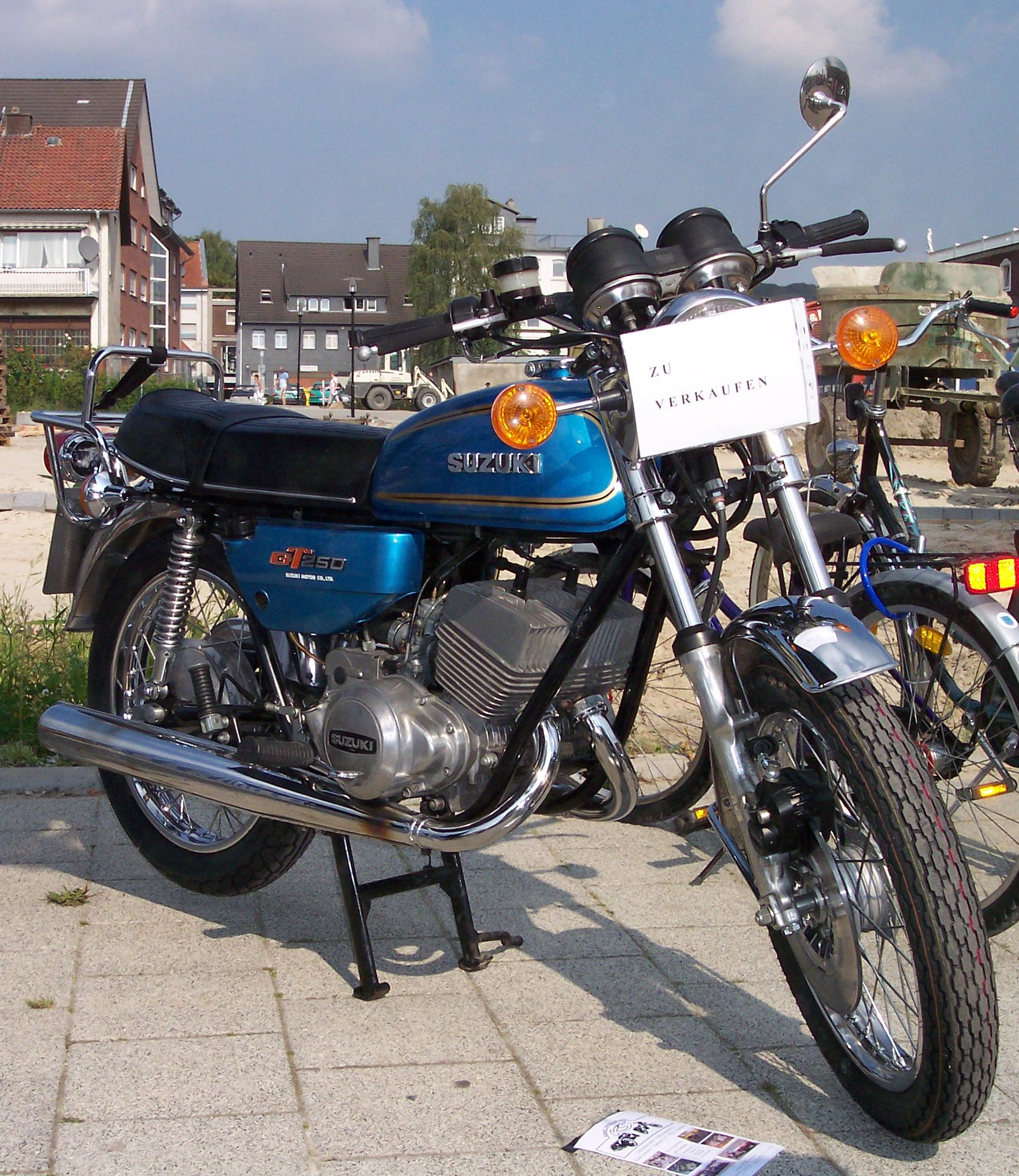
Suzuki GT250